# Stefaniola halogetonicola
Stefaniola halogetonicola är en tvåvingeart som beskrevs av Fedotova 1992. Stefaniola halogetonicola ingår i släktet Stefaniola och familjen gallmyggor.
Artens utbredningsområde är Kazakstan. Inga underarter finns listade i Catalogue of Life.